# Radešín
Radešín (in tedesco Radeschin) è un comune ceco situato nel distretto di Žďár nad Sázavou, nella regione di Vysočina.